# 酒寄楓太
酒寄 楓太（さかより ふうた、2004年11月4日 - ）は、日本の歌手、ダンサー、モデル、ソロアーティスト、俳優であり、4人組ボーイズグループ・4-CaraTのメンバーである。
東京都出身。ライジングプロダクション所属。

## 来歴
- 中学2年生の時に原宿でスカウトされる[2]。中学3年生時から芸能活動を行っており、2019年4月に結成された原宿を拠点に活動するダンス&ボーカルユニット「NEW STYLE BOYs」のメンバーとして活動していた（2021年11月4日をもって解散）。その後「酒寄楓太」としてソロ活動をスタートした。
- 2020年7月に『今日、好きになりました。夏空編』、同年9月に『今日、好きになりました。金木犀編』へ参加する。その後、継続メンバーとして金木犀編にも出演。「今まで意識していなかった言葉使いとか、SNSでの投稿とか、そういった細かい部分を気をつけるようになりました。」と自身の成長や心境の変化に大きな影響があったと話している[7]。

## 人物
- 保育園の終わり頃から中学校まで9年間サッカーをやっていた[8]。
- 中学2年生の時に母親と妹とともにライブに行って以来、AAAのファンであり、中でも西島隆弘のファンである[9]。
- 「弟キャラ」や「子供キャラ」と言った可愛らしい年下キャラでファンの心を掴んでいる[10]。

## 受賞歴
- 「第8回日本制服アワード」男子グランプリ（2021年）[11]

## 出演

### テレビ番組
- 超無敵クラス（2021年4月、日本テレビ）[12]
- あたらしいテレビ2022（2022年1月1日、NHK総合）[13]
- 知って得する！1番かぶり（2022年12月30日、フジテレビ）[14]
- ぽかぽか（2023年7月27日、フジテレビ）

### 舞台
2023年
- ミュージカル テニスの王子様 4thシーズン 青学vs氷帝（1月7日 - 3月5日、TACHIKAWA STAGE GARDEN 他） - 日吉若 役
- 夏休み！オン・ステージ ふしぎ駄菓子屋 銭天堂（8月17日 - 27日、品川プリンスホテル クラブeX） - ぜにてんプレイヤーズ
- テニミュ秋の合同大運動会2023（11月14日・15日、有明アリーナ）
- ミュージカル『東京リベンジャーズ』（11月24日 - 12月3日、天王洲 銀河劇場 他） - 三ツ谷隆 役

2024年
- ヒプノシスマイク -Division Rap Battle- Rule the Stage -New Encounter-（3月1日 - 17日、品川プリンスホテル ステラボール / 4月4日 - 7日、COOL JAPAN PARK OSAKA WWホール） - 四十物十四 役
- ミュージカル『テニスの王子様』4thシーズン Dream Live 2024（5月25日 - 6月2日、神戸ワールド記念ホール）
- コブクロ JUKE BOX reading musical “FAMILY”（7月20日、紀伊國屋サザンシアター TAKASHIMAYA）
- Solliev0（8月2日 - 12日、品川プリンスホテル クラブeX） - 水原悠人 役
- ネルフェス2024（8月20日、日本武道館）
- ヒプノシスマイク -Division Rap Battle- Rule the Stage -Grateful Cypher-（10月4日 - 14日、TOKYO DOME CITY HALL） - 四十物十四 役

2025年
- 舞台『桃源暗鬼』-練馬編-（1月4日 - 19日、天王洲 銀河劇場） - 桃寺神門 役
- ミュージカル『東京リベンジャーズ]』#2 Bloody Halloween（3月28日 - 4月13日、天王洲 銀河劇場 他） - 三ツ谷隆 役
- ミュージカル『フラガリアメモリーズ』〜純真の結い目〜（5月23日 - 6月1日、シアターH / 6月6日 - 8日、AiiA 2.5 Theater Kobe） - 主演・ハルリット 役
- ミュージカル テニスの王子様 4thシーズン 青学vs氷帝（7月6日 - 8月31日〈予定〉、Kanadevia Hall 他） - 日吉若 役
- ヒプノシスマイク -Division Rap Battle- Rule the Stage 《Buster Bros!!! ＆ Bad Ass Temple feat. 糸の会 ＆ WESTEND-MAFIA》（10月18日 - 24日、Kanadevia Hall） - 四十物十四 役
- ヒプノシスマイク -Division Rap Battle- Rule the Stage《Hypnosis Delight Fes.》（10月25日・26日〈予定〉、Kanadevia Hall） - 四十物十四 役

2026年
- ヒプノシスマイク -Division Rap Battle- Rule the Stage《Division Jam Tour》vol.2（1月〈予定〉） - 四十物十四 役

### ランウェイ
- KANSAI COLLECTION
  - 2021 SPRING&SUMMER（2021年3月7日、京セラドーム大阪）[33]
  - 2023 AUTUMN&WINTER（2023年8月6日、京セラドーム大阪）[34]
- GAKUSEI RUNWAY
  - 2023（2023年6月4日/2023年12月10日、なんばHatch）[35][36]

### 配信番組
- 今日、好きになりました。（AbemaTV）
  - 夏空編（2020年7月27日 - 8月31日）[37]
  - 金木犀編（2020年9月7日 - 10月5日）[38]
  - 冬休み特別編（2020年12月28日）
- DIVISION CROSS TALK Bad Ass Temple Ver.（2024年2月13日、ABEMA PPV ONLINE LIVE）[39]

### ミュージックビデオ
- 酒寄楓太
  - 「FEEL」（2020年10月9日）
  - 「MORE」（2020年11月20日）
  - 「プレゼント」（2020年12月18日）
  - 「Side To Side」（2022年11月16日）
  - 「Love you forever」（2023年12月13日）

## 作品
- 酒寄楓太
  - 「FEEL」（作詞：酒寄楓太 作曲・編曲：Lui Hua）
  - 「MORE」（作詞：酒寄楓太 作曲・編曲：Lui Hua）
  - 「プレゼント」（作詞：酒寄楓太 作曲・編曲：Lui Hua）

### シングル
|     | 発売日         | タイトル         | 規格品番                           | 規格品番     | 備考 |
| --- | -------------- | ---------------- | ---------------------------------- | ------------ | --- |
| 1st | 2022年12月14日 | Side To Side     | CD ONLY通常盤                      | XNRR-10024   | フジテレビ系列『なりゆき街道旅』2022年10月・11月度エンディングテーマ 2023年4月9日オリコンデイリーランキング9位を獲得 |
| 1st | 2022年12月14日 | Side To Side     | CD+Blu-ray                         | XNRR-10025   | フジテレビ系列『なりゆき街道旅』2022年10月・11月度エンディングテーマ 2023年4月9日オリコンデイリーランキング9位を獲得 |
| 1st | 2022年12月14日 | Side To Side     | CD+ブックレット （初回生産限定盤） | XNRR-10026   | フジテレビ系列『なりゆき街道旅』2022年10月・11月度エンディングテーマ 2023年4月9日オリコンデイリーランキング9位を獲得 |
| 2nd | 2023年12月13日 | Love you forever | CD ONLY通常盤                      | XNRR-10029   | [ 42 ] |
| 2nd | 2023年12月13日 | Love you forever | CD+Blu-ray                         | XNRR-10030/B | [ 42 ] |
| 2nd | 2023年12月13日 | Love you forever | CD+ブックレット （初回生産限定盤） | XNRR-10031   | [ 42 ] |

### タイアップ
| 楽曲         | タイアップ                                                            |
| ------------ | --------------------------------------------------------------------- |
| Side To Side | フジテレビ系列『なりゆき街道旅』 2022年10月・11月度エンディングテーマ |